# Таволгові
Таволгові (Spiraeoideae) — колишня підродина квіткових рослин родини розові (Rosaceae).
Підродина представлена примітивними видами (близько 180), серед яких понад 100 належить до роду таволга. Квітки підматочкові, навколоматочкові з плоским або блюдцеподібним квітколожем. Чашолистків 5, пелюсток 5, тичинок багато, маточок 5. Плід — збірна листянка, рідше коробочка.

## Роди
- Aruncus
- Eriogynia
- Euphronia
- Exochorda
- Gillenia
- Holodiscus
- Kageneckia
- Lindleya
- Neillia
- Physocarpus
- Quillaja
- Sibiraea
- Spiraea — таволга
- Spiraeanthus
- Sorbaria
- Stephanandra
- Vauquelinia